# Angel beetle
『angel beetle』（エンジェル・ビートル）は、日本のロックバンド、THE HIGH-LOWSの7枚目のオリジナル・アルバム。2002年11月27日発売。発売元はユニバーサルミュージック。

## 概要
- 限定アナログ盤と同時発売
- アルバムタイトルは特に意味は無い。

## 収録曲
| 全編曲: THE HIGH-LOWS。 |                           |            |       |
| #                       | タイトル                  | 作詞・作曲 | 時間  |
| 1.                      | 「Too Late To Die」       | 甲本ヒロト | 3:03  |
| 2.                      | 「ななの少し上に」        | 甲本ヒロト | 3:37  |
| 3.                      | 「スカイフィッシュ」      | 真島昌利   | 3:35  |
| 4.                      | 「アメリカ魂」            | 真島昌利   | 4:42  |
| 5.                      | 「毛虫」                  | 甲本ヒロト | 3:51  |
| 6.                      | 「天の川」                | 真島昌利   | 3:42  |
| 7.                      | 「マミー」                | 真島昌利   | 6:09  |
| 8.                      | 「俺たちに明日は無い」    | 甲本ヒロト | 3:31  |
| 9.                      | 「Born To Be Pooh」       | 甲本ヒロト | 4:45  |
| 10.                     | 「映画」                  | 甲本ヒロト | 3:46  |
| 11.                     | 「つき指」                | 真島昌利   | 3:35  |
| 12.                     | 「曇天」                  | 真島昌利   | 2:51  |
| 13.                     | 「ecstasy」               | 甲本ヒロト | 4:35  |
| 14.                     | 「一人で大人 一人で子供」 | 真島昌利   | 5:26  |
| 合計時間:               | 合計時間:                 | 合計時間:  | 57:08 |

### 楽曲解説
「Too Late To Die」
19thシングル。PV監督は大和田浩樹。
「俺たちに明日は無い」
20thシングル。
「曇天」
「Too Late To Die」のカップリング曲。
「一人で大人 一人で子供」
20thシングル。PV監督は大和田浩樹

## 参加ミュージシャン
THE HIGH-LOWS
- 甲本ヒロト ：ボーカル、ブルースハープ
- 真島昌利：ギター、コーラス
- 調先人：ベース、コーラス
- 大島賢治：ドラムス、コーラス